# Lajos Gönczy
Lajos Gönczy (ur. 24 lutego 1881 w Segedynie, zm. 4 grudnia 1915 w Doberdò del Lago) – węgierski lekkoatleta, skoczek wzwyż.
Zginął walcząc na froncie w armii Austro-Węgier.

## Osiągnięcia
- brązowy medal igrzysk olimpijskich (Paryż 1900)
- 4. lokata podczas igrzysk olimpijskich (Saint Louis 1904), podczas tej imprezy Gönczy zajął również 5. miejsce w skoku wzwyż z miejsca
- srebro Olimpiady Letniej (Ateny 1906), w skoku wzwyż z miejsca uplasował się na 5. pozycji

## Rekordy życiowe
- skok wzwyż - 1,82 (1902)